# Szczepan Jaroszewski
Szczepan Jan Jaroszewski (ur. 26 grudnia 1887 w Zochcinie) – polski działacz niepodległościowy, kowal i rolnik, starszy wachmistrz Wojska Polskiego, kawaler Orderu Virtuti Militari.

## Życiorys
Urodził się 26 grudnia 1887 we wsi Zochcin, w ówczesnym powiecie opatowskim guberni radomskiej, w rodzinie Romualda i Anieli z Bernasiów. Od 1889 do 1903 uczęszczał do trzyoddziałowej szkoły powszechnej w Ruszkowie, a następnie przez trzy lata uczył się rzemiosła kowalskiego u Józefa Bijasiewicza w Opatowie. W 1906 został zatrudniony w Zakładach Ostrowieckich w charakterze kowala.
W listopadzie 1910 został powołany do armii rosyjskiej i wcielony do 3 zaamurskiego batalionu kolejowego w Mandżurii. W 1913 został przeniesiony do 5 syberyjskiego batalionu saperów w Irkucku. W maju 1914 został zwolniony do rezerwy i wrócił do pracy w Zakładach Ostrowieckich. W tym samym roku, po wybuchu I wojny światowej, został zmobilizowany do fortecznej kompanii saperów w twierdzy Dęblin. W szeregach armii rosyjskiej walczył do listopada 1917. W międzyczasie kompania, w której służył została przeformowana w 50 batalion saperów.
W listopadzie 1917 razem ze swoim przełożonym Walentym Szydłowskim wstąpił do I Korpusu Polskiego w Rosji i 11 grudnia tego roku został przydzielony do 1 kompanii saperów 1 pułku inżynieryjnego. W stopniu młodszego podoficera pełnił funkcję zastępowego. Wziął udział we wszystkich potyczkach pułku oraz słynnej wyprawie partii ówczesnego podkapitana Stanisława Magnuszewskiego, której zadaniem było zniszczenie torów kolejowych prowadzących do Mińska i Słucka, i odcięcia stacji Osipowicze.
Na początku lipca 1918, po demobilizacji korpusu, wrócił w rodzinne strony, będące wówczas pod okupacją austriacką i wstąpił do Polskiej Organizacji Wojskowej. W październiku tego roku wziął udział w rozbrojeniu austriackich posterunków konnych w Sadowiu, Opatowie, Iwaniskach i okolicy. Następnie, razem z członkami POW i 36 końmi odebranymi austriakom, wstąpił do formującego się szwadronu radomskiego, który 3 kwietnia 1919 wszedł w skład 11 pułku ułanów. Wskutek ciężkich warunków materialnych został zwolniony z wojska (jego czterech młodszych braci służyło ochotniczo w wojsku).
W 1921, w ramach osadnictwa wojskowego otrzymał działkę o powierzchni 18 ha, położoną w sołectwie Podzamcze (od 5 maja 1930 była to samodzielna gromada Wola Piłsudskiego).
9 czerwca 1921 major Stanisław Magnuszewski sporządził wniosek o odznaczenie go Orderem Virtuti Militari za „przyczynienie się do pomyślnych rezultatów całej wyprawy” w nocy z 16 na 17 lutego 1918. Dopiero 18 grudnia 1933 Szczepan Jaroszewski odbrał przyznany mu Order Virtuti Militari wraz z legitymacją, po potwierdzeniu jego tożsamości przez majora Walentego Szydłowskiego i pułkownika Jana Skorynę, byłego dowódcę 1 pułku inżynieryjnego.
Był żonaty, miał trzy córki: Teresę, Krystynę i Danutę.

## Ordery i odznaczenia
- Krzyż Srebrny Orderu Wojskowego Virtuti Militari nr 6892 – 10 maja 1922[5][1][6]
- Krzyż Walecznych[1]
- Medal Niepodległości – 16 marca 1937 „za pracę w dziele odzyskania niepodległości”[7][2][8]
- Amarantowa wstążka – 19 lutego 1918[1]

26 czerwca 1938 Komitet Krzyża i Medalu Niepodległości ponownie rozpatrzył jego wniosek, lecz Krzyża Niepodległości nie przyznał.